# Ghetto de Mińsk Mazowiecki
Ne doit pas être confondu avec Ghetto de Minsk.
Le ghetto de Mińsk Mazowiecki ou simplement ghetto de Mińsk (polonais : Getto w Mińsku Mazowieckim, yiddish : נאוואמינסק, Novominsk) était un ghetto pour les Juifs créé par les autorités allemandes nazies dans le district de Varsovie du Gouvernement général de Pologne occupée. Quelque 7 000 Juifs polonais de la région y ont été emprisonnés à des fins de persécution et d'exploitation. Deux ans plus tard, à partir du 21 août 1942, au cours de la phase la plus meurtrière de la Shoah en Pologne, hommes, femmes et enfants, furent déportés au camp d'extermination de Treblinka à bord des trains de l'Holocauste. Au cours de la liquidation du ghetto, quelque 1 300 Juifs ont été sommairement exécutés par les SS dans les rues de Mińsk Mazowiecki. 

## Histoire
À la suite de l'invasion germano-soviétique de la Pologne en septembre 1939, le 25 octobre 1940, un ghetto est créé à Mińsk Mazowiecki à 41 km à l'est de Varsovie, autour de la place de la ville lourdement bombardée et le long des rues de Siennicka, Nadrzeczna, Mostowa et Warszawska. Quelque 5 000 Juifs sont forcés au déménagement, rejoint peu après par la communauté juive de Kałuszyn, Kalisz, Lipno et Pabianice. Ceux confinés dans les limites du ghetto reçoivent de faibles rations de la part des SS pour des sommes d'argent déraisonnables. Dans la mesure du possible, ils recevaient l'aide des Polonais non juifs effectuant de la contrebande de nourriture en contournant les Kennkartes. Une telle activité présentait un grave danger en raison de la présence de la minorité allemande à Mińsk servant dans le bataillon local Sonderdienst (ces bataillions armés avaient été formés par Gauleiter Hans Frank le 6 mai 1940). Parmi les Justes polonais se trouvaient Helena et Julian Grobelny, président de Żegota, qui abritaient plus d'une douzaine de militants juifs dans leur maison voisine. Certains Polonais chrétiens ont été exécutés par les SS pour avoir aidé les Juifs (en). 

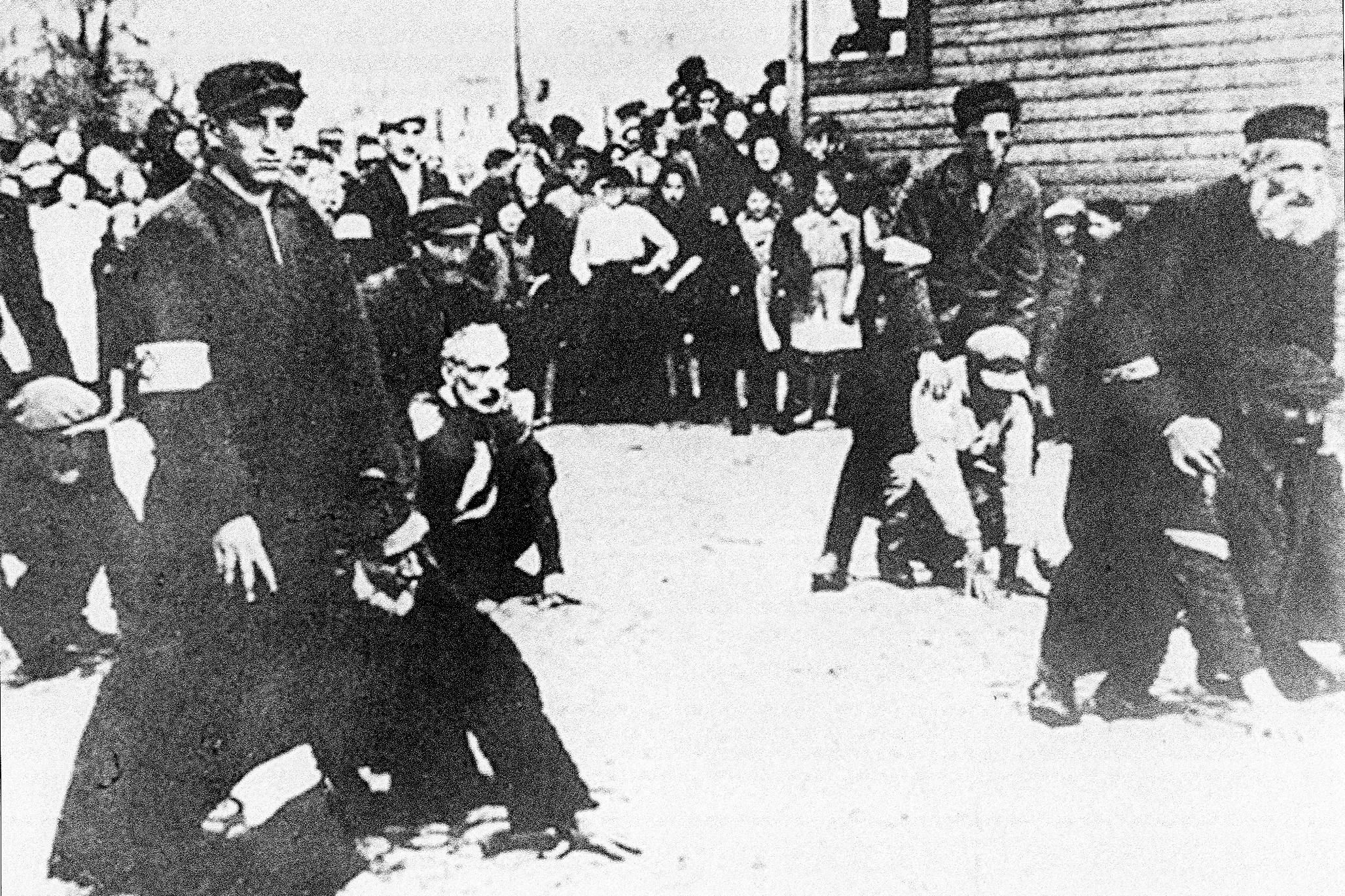
Humiliation publique des Juifs sur la place du marché (Rynek) de Mińsk Mazowiecki

### Résistance dans le ghetto
La résistance clandestine s'est formée dans le ghetto au milieu de 1941 en planifiant une évasion vers la liberté. Des dons ont été collectés dans le but d'acheter des armes. Une collecte de fonds juive a été organisée en juin et juillet 1942. Cependant, le mois suivant, une action de liquidation du ghetto a débuté le 21 août, commandée par le SS-Untersturmführer Schmidt, le chef de la Gestapo de Mińsk. Quelque 5 000 Juifs ont été chargés dans des trains de marchandises, enfermés et déportés à Treblinka le lendemain. La plupart des 1 000 à 1 300 Juifs restants (beaucoup tentant de se cacher) ont été abattus à divers endroits de la ville, ainsi que tous les membres du Judenrat, y compris son président Mosze Kramarz, son adjoint Majer Bryks, ainsi que Jankiel Popowski, Hil Morgensztern, Mosze Wajnberg, M. Bressler, M. Słoń, M. Sztutman ; et d'autres ont été assassinés derrière le bâtiment SS du 35, rue Warszawska. Plusieurs centaines d'hommes ont été autorisés à vivre et à se diviser temporairement en bataillons de prisonniers. Le premier groupe, composé de 150 hommes, a été placé dans la fonderie d'avant-guerre K. Rudzki i S-ka reprise par les nazis, qui était située au 55 rue Piłsudskiego. Le deuxième groupe d'environ 500 hommes a été transféré dans les locaux de l'école publique Nr. 1 à 39 de la rue Siennicka, en tant que travailleur forcé pour la société allemande Wolf & Goebel. 

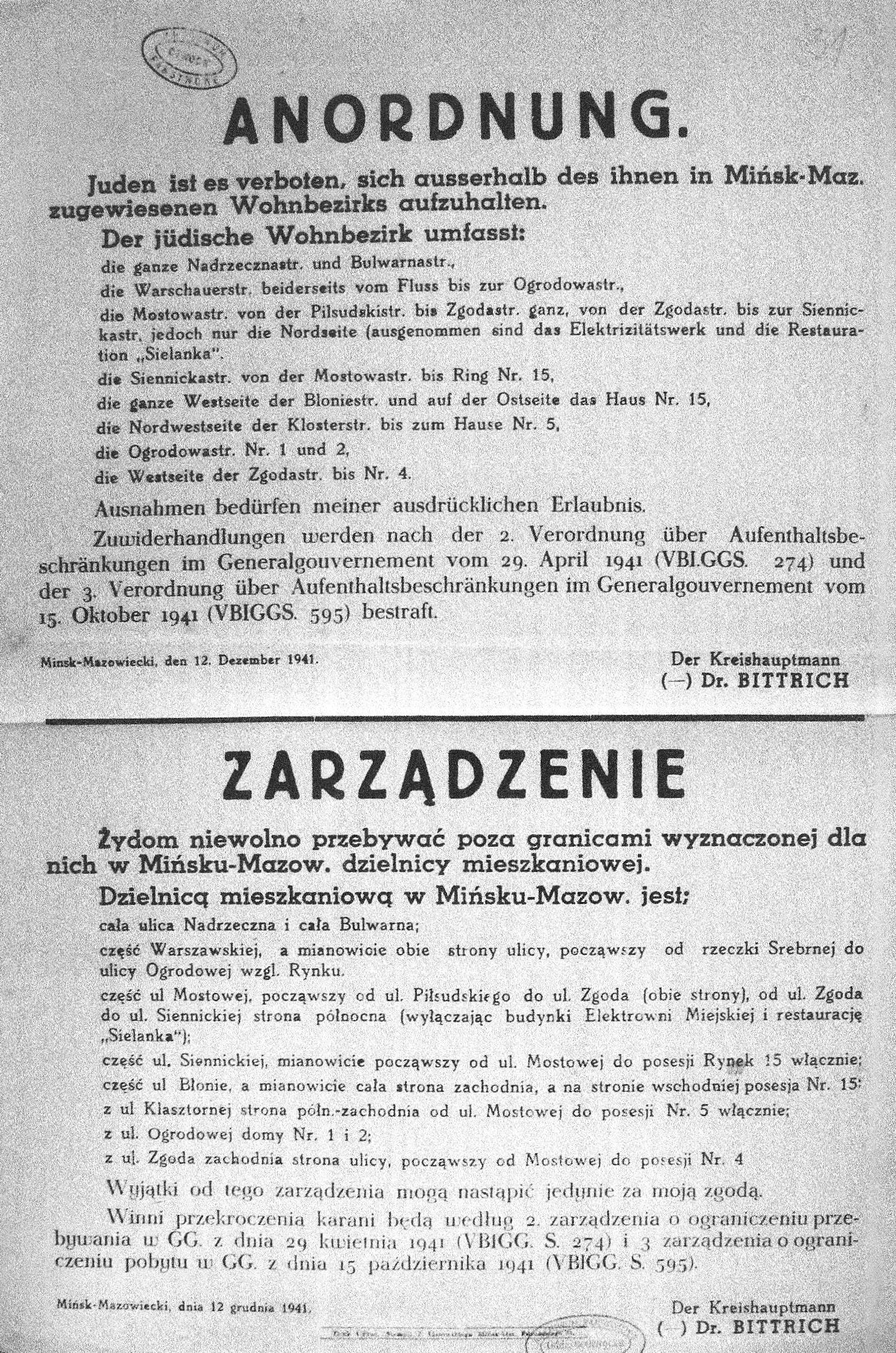
Annonce allemande à Mińsk, interdisant aux Juifs de s'aventurer hors de la zone spécifiée du ghetto. Signé par le Kreishauptmann Bittrich le 12 décembre 1941.

La dernière vague de tirs de masse a débuté plusieurs mois plus tard. Un grand groupe de Juifs du bâtiment de l'école (rebaptisé Camp Kopernikus) ont été transportés au cimetière juif le 24 décembre 1942 et y ont été assassinés. Les restants (environ 250 travailleurs forcés) ont été tués le 10 janvier 1943 à la suite de la révolte des prisonniers de Kopernikus,. Les SS ont encerclé les locaux en prévoyant une opération d'expulsion, mais les prisonniers se sont enfermés à l'intérieur et ont résisté, mettant les SS dans un état d'incrédulité. Après une lutte, le bâtiment a finalement été incendié avec les Juifs à l'intérieur. Pendant ce temps, à la fonderie K. Rudzki (rebaptisée Krupp AG), plus de 100 travailleurs juifs ont été extraits le 5 juin 1943, et exécuté comme ces derniers. Le ghetto a alors cessé d'exister. Un mouvement de résistance clandestin s'est ultérieurement développé à Mińsk et plus tard, l'armée polonaise (AK) eut la possibilité de riposter. Le 22 juillet 1943, le chef de la Gestapo Schmidt est pris en embuscade et abattu par les partisans. 
À la fin de l'occupation allemande de la Pologne, Mińsk Mazowiecki a été libéré non pas par l'avancée de l'Armée rouge, mais par les soldats polonais de l' AK entrés dans la ville avant eux. Bien que 250 Juifs originaires de Mińsk ont survécu — beaucoup d'entre eux ont été sauvés par les familles polonaises du côté « aryen » de la ville (y compris ceux qui ont réussi à échapper aux déportations de Treblinka), la communauté juive d'avant-guerre de la ville a été anéantie. La communauté, qui avait prospéré depuis 1768, a cessé d'exister et n'a jamais été rétabli.

## Individus notables
- Julian Grobelny, Juste polonais parmi les nations qui a présidé Żegota, et abrité des Juifs dans la clandestinité près de Mińsk.

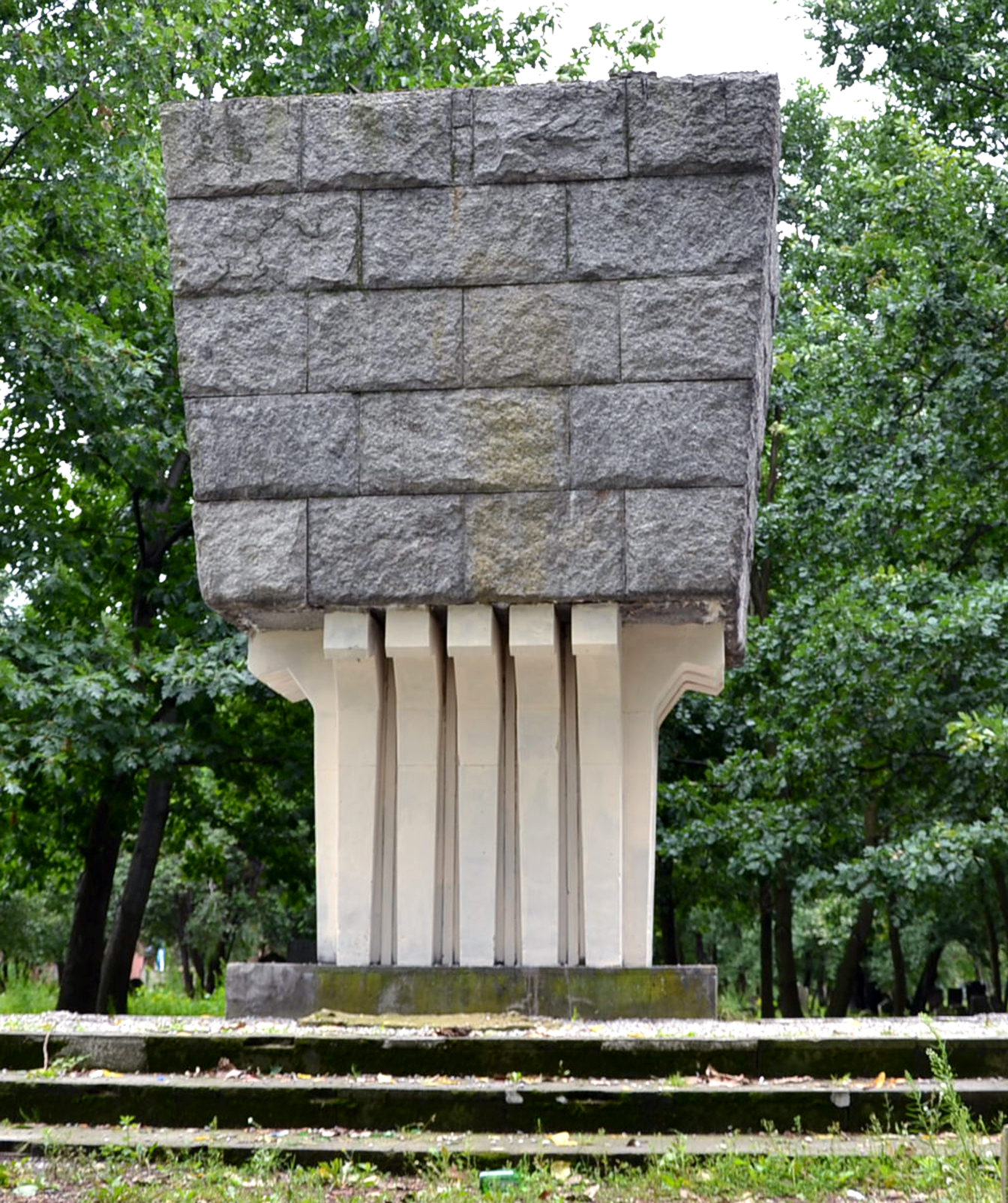
Mémorial dédié aux victimes de la Shoah dans le cimetière juif de Mińsk Mazowiecki.